# Save-A-Lot
Save A Lot Food Stores Ltd. er en amerikansk discountbutikskæde med 900 supermarkeder og hovedkvarter i St. Ann, Missouri. De har butikker i 32 delstater og omsætter for 4 mia. $ årligt. 
Save A Lot blev etableret i 1977 i Cahokia, Illinois af Bill Moran, som et alternativ til større supermarkeder.